# Philippe Dubois (teórico de cine)
Philippe Dubois (nacido en 1952 en Bélgica) es un escritor, universitario, periodista, crítico y teórico de cine francés trabajando principalmente en Francia, Bélgica y Brasil. En la actualidad es profesor-investigador sobre los estudios cinematográficos y director del 'Departamento de Cine y Audiovisual en la Universidad Sorbona Nueva - París 3. Es coordinador del Consorcio internacional de estudios audiovisuales y cinematográficos (IMACS Consortium) para Francia. Enseñó en y fue codirector del Centro de Investigación sobre las Artes de la Comunicación de la Universidad de Lieja (hasta 1988) y director de colecciones para las publicaciones académicas De Boeck (hasta 2002) antes de asumir su cargo actual.

## Carrera
A veces enseña la "Historia y teoría de la edición cinematográfica" en la Universidad Federal de Ceará (Brasil).